# Clovis (Nuovo Messico)
Clovis è una città e il capoluogo della contea di Curry, Nuovo Messico, Stati Uniti, con una popolazione di 38 567 abitanti, secondo il censimento del 2020. Clovis si trova nella parte del Nuovo Messico del Llano Estacado, nella parte orientale dello stato.
Una comunità agricola al confine con il Texas, è nota per la sua importanza nella storia della musica rock e per la vicina Cannon Air Force Base. Dopo la scoperta di numerosi reperti della "cultura Clovis" negli anni 1930, il popolo dei Clovis vennero considerati come i primi abitanti umani che contribuirono alla prima creazione di una cultura nell'America settentrionale. I Clovis sono considerati gli antenati della maggior parte delle culture indigene delle Americhe. Il sistema ferroviario della Atchison, Topeka and Santa Fe Railway contribuì alla fondazione di Clovis oltre cento anni fa, e per quella ferrovia e il suo successore, la BNSF Railway, continua ad essere un importante centro operativo. Di particolare importanza è anche la Southwest Cheese Company, il più grande produttore di formaggio cheddar del Nord America.
È la principale città dell'area statistica micropolitana di Clovis, che a sua volta fa parte dell'area statistica combinata di Clovis-Portales.

## Geografia fisica
Secondo l'Ufficio del censimento degli Stati Uniti, ha una superficie totale di 22,88 mi² (59,26 km²).

## Storia
Nella regione del Nuovo Messico orientale furono scoperti dei reperti della cultura Clovis risalenti al periodo preistorico, un popolo che diede alla nascita di varie tribù di nativi americani. Alcuni di questi reperti furono rinvenuti nella località di Blackwater Draw (a sud di Clovis, vicino a Portales), oggi un sito storico e turistico.
La fondazione di Clovis avvenne nel 1906, quando la Atchison, Topeka and Santa Fe Railway era in costruzione nell'area e gli ingegneri ferroviari furono incaricati di "individuare e acquistare un tratto di terre a ovest di Texico" su cui costruire una città e strutture ferroviarie. Il 3 ottobre 1906, i terreni furono acquistati e il 1º maggio 1907 la ferrovia iniziò a vendere i lotti della città. Inizialmente chiamata "Riley's Switch", la città prese il nome di Clovis a causa del fatto che la figlia del capostazione stava studiando Clodoveo I, il primo re cattolico dei Franchi. Il centro abitato si sviluppò rapidamente e nel 1909 fu incorporato.
Il 24 agosto 2008, otto prigionieri fuggirono dalla prigione di Clovis facendo vibrare i tubi dell'impianto idraulico. La fuga è stata evidenziata nel programma televisivo America's Most Wanted.
La biblioteca di Clovis è stata teatro di una sparatoria nell'agosto 2017 in cui due persone morirono e quattro rimasero ferite.

## Società

### Evoluzione demografica
Secondo il censimento del 2020, la popolazione era di 38 567 abitanti.